# Bóng đá tại Đại hội Thể thao châu Á 2018 - Nam
Môn Bóng đá nam tại Đại hội Thể thao châu Á 2018 được tổ chức từ ngày 10 tháng 8 đến ngày 1 tháng 9 năm 2018. Đây là lần tổ chức thứ 17 của nội dung bóng đá nam tại Đại hội Thể thao châu Á. Giải đấu lần này có 25 đội tuyển tham dự. Độ tuổi tham dự giải là các cầu thủ U-23 (dưới 23 tuổi) và được cộng thêm tối đa 3 cầu thủ quá tuổi.
Đương kim vô địch năm 2014 Hàn Quốc đã bảo vệ thành công tấm huy chương vàng sau khi thắng Nhật Bản ở trận chung kết.

## Lịch thi đấu
Lịch thi đấu của môn bóng đá nam được công bố vào ngày 15 tháng 2 năm 2018.
| G | Vòng bảng | ⅛ | Vòng 16 đội | ¼ | Tứ kết | ½ | Bán kết | B | Tranh huy chương đồng | F | Tranh huy chương vàng |

| Thứ 6 10 | Thứ 7 11 | CN 12 | Thứ 2 13 | Thứ 3 14 | Thứ 4 15 | Thứ 5 16 | Thứ 6 17 | Thứ 7 18 | CN 19 | Thứ 2 20 | Thứ 3 21 | Thứ 4 22 | Thứ 5 23 | Thứ 6 24 | Thứ 7 25 | CN 26 | Thứ 2 27 | Thứ 3 28 | Thứ 4 29 | Thứ 5 30 | Thứ 5 30 | Thứ 6 31 | Thứ 7 1 | Thứ 7 1 |
| -------- | -------- | ----- | -------- | -------- | -------- | -------- | -------- | -------- | ----- | -------- | -------- | -------- | -------- | -------- | -------- | ----- | -------- | -------- | -------- | -------- | -------- | -------- | ------- | ------- |
| G        |          | G     |          | G        | G        | G        | G        |          |       | G        | G        |          | ⅛        | ⅛        |          | ¼     | ¼        |          | ½        |          |          |          | B       | F       |

## Địa điểm
Nội dung bóng đá nam được tổ chức tại 4 sân vận động ở bốn thành phố. Sân vận động Pakansari ở Cibinong tổ chức trận chung kết vào ngày 1 tháng 9 năm 2018.

| Soreang                       | Cibinong         | Bekasi               | Cikarang         |
| ----------------------------- | ---------------- | -------------------- | ---------------- |
| Jalak Harupat                 | Pakansari        | Patriot Chandrabhaga | Wibawa Mukti     |
| Sức chứa: 27.000              | Sức chứa: 30.000 | Sức chứa: 30.000     | Sức chứa: 28.778 |
|                               |                  |                      |                  |
| CikarangSoreangBekasiCibinong |                  |                      |                  |

## Đội hình
Các cầu thủ nam sinh vào hoặc sau ngày 1 tháng 1 năm 1995 có đủ điều kiện để tham dự giải đấu, bên cạnh đó mỗi đội tuyển được quyền có thêm tối đa ba cầu thủ trên 23 tuổi. Các đội tuyển phải nộp một danh sách tham dự gồm 20 cầu thủ, trong đó 2 hoặc 3 cầu thủ phải là thủ môn và tối đa ba cầu thủ quá tuổi.

## Bốc thăm
Lễ bốc thăm cho giải đấu nam được tổ chức vào ngày 5 tháng 7 năm 2018, ban đầu có 24 đội tuyển. Các đội tuyển đã được xếp hạt giống dựa trên thành tích của họ tại Đại hội Thể thao châu Á lần trước. Chủ nhà Indonesia được mặc định xếp vào vị trí A1.
Tuy nhiên, kết quả bốc thăm ban đầu đã bị thiếu sót vì UAE và Palestine đã bị bỏ qua. Dù vậy kết quả bốc thăm ban đầu được xác nhận không thay đổi vào ngày 25 tháng 7 năm 2018, với lễ bốc thăm bổ sung tổ chức tại Kuala Lumpur, Malaysia lúc 15:00 (giờ địa phương); theo đó Palestine được bổ sung vào bảng A và UAE được bổ sung vào bảng E.
Iraq ban đầu được bốc thăm vào bảng C, nhưng sau đó rút lui khỏi giải đấu. Để cân bằng lại số lượng đội ở các bảng sao cho mỗi bảng có ít nhất bốn đội, một cuộc bốc thăm lại được tổ chức vào ngày 3 tháng 8 năm 2018 để xác định Palestine hay UAE sẽ chuyển sang bảng C thay thế Iraq. Cuối cùng UAE là đội sang bảng C.
| Nhóm 1 | Nhóm 2                                                                            | Nhóm 3                                                             | Nhóm 4                                                                | Nhóm 5 (Bốc thăm bổ sung) |
| --- | --------------------------------------------------------------------------------- | ------------------------------------------------------------------ | --------------------------------------------------------------------- | ------------------------- |
| 1. Indonesia (chủ nhà) 2. Hàn Quốc (đương kim vô địch) 3. CHDCND Triều Tiên 4. Iraq (rút lui) 5. Thái Lan 6. Nhật Bản | 1. Ả Rập Xê Út 2. Uzbekistan 3. Hồng Kông 4. Việt Nam 5. Trung Quốc 6. Kyrgyzstan | 1. Malaysia 2. Bangladesh 3. Iran 4. Pakistan 5. Lào 6. Đông Timor | 1. Nepal 2. Qatar 3. Bahrain 4. Syria 5. Đài Bắc Trung Hoa 6. Myanmar | 1. UAE 2. Palestine       |

## Vòng bảng
Hai đội tuyển đứng thứ nhất và thứ nhì của mỗi bảng đấu và bốn đội xếp thứ ba có thành tích tốt nhất trong sáu bảng đấu giành quyền vào vòng 16 đội.
Tất cả thời gian trong bài là giờ địa phương, WIB (UTC+7).

### Các tiêu chí
Các đội tuyển được xếp hạng theo điểm (3 điểm cho một trận thắng, 1 điểm cho một trận hòa, 0 điểm cho một trận thua), và nếu bằng điểm, các tiêu chí sau đây sé được áp dụng, theo thứ tự được đưa ra, để xác định thứ hạng.
1. Điểm trong các trận đấu giữa các đội bằng điểm;
2. Hiệu số bàn thắng thua trong các trận đấu giữa các đội bằng điểm;
3. Số bàn thắng ghi được ghi trong các trận đấu giữa các đội bằng điểm;
4. Nếu có nhiều hơn hai đội bằng điểm và sau khi đã áp dụng các tiêu chí đối đầu ở trên, một nhóm nhỏ các đội tuyển vẫn còn bằng nhau, các tiêu chí trên được áp dụng lại cho riêng nhóm nhỏ này. Nếu vẫn không xác định được thứ hạng, áp dụng các tiêu chí từ 5 đến 9.
5. Hiệu số bàn thắng thua trong tất cả các trận đấu bảng;
6. Số bàn thắng ghi được trong tất cả các trận đấu bảng;
7. Sút luân lưu nếu chỉ có hai đội bằng điểm và họ gặp nhau trong lượt trận cuối cùng của vòng bảng.
8. Điểm kỷ luật trong tất cả các trận đấu bảng (chỉ có một trong các khoản trừ này được áp dụng cho một cầu thủ trong một trận đấu):   - Thẻ vàng thứ nhất: trừ 1 điểm;
  - Thẻ đỏ gián tiếp (thẻ vàng thứ hai): trừ 3 điểm;
  - Thẻ đỏ trực tiếp: trừ 3 điểm;
  - Thẻ vàng tiếp theo là thẻ đỏ trực tiếp: trừ 4 điểm;
9. Bốc thăm

### Bảng A
| VT | Đội               | ST | T | H | B | BT | BB | HS  | Đ | Giành quyền tham dự                     |
| -- | ----------------- | -- | - | - | - | -- | -- | --- | - | --------------------------------------- |
| 1  | Indonesia (H)     | 4  | 3 | 0 | 1 | 11 | 3  | +8  | 9 | Giành quyền vào vòng đấu loại trực tiếp |
| 2  | Palestine         | 4  | 2 | 2 | 0 | 5  | 3  | +2  | 8 | Giành quyền vào vòng đấu loại trực tiếp |
| 3  | Hồng Kông         | 4  | 2 | 1 | 1 | 9  | 5  | +4  | 7 | Giành quyền vào vòng đấu loại trực tiếp |
| 4  | Lào               | 4  | 1 | 0 | 3 | 4  | 8  | −4  | 3 |                                         |
| 5  | Đài Bắc Trung Hoa | 4  | 0 | 1 | 3 | 0  | 10 | −10 | 1 |                                         |

| Lào                 | 1–3      | Hồng Kông                                                     |
| ------------------- | -------- | ------------------------------------------------------------- |
| - Kongmathilath 62' | Chi tiết | - Thành Tân Long 20' - Đàm Xuân Lạc 40' - Lounlasy 86' (l.n.) |

| Palestine | 0–0      | Đài Bắc Trung Hoa |
| --------- | -------- | ----------------- |
|           | Chi tiết |                   |

| Palestine                    | 2–1      | Lào              |
| ---------------------------- | -------- | ---------------- |
| - Qumbor 83' - Bahdari 90+5' | Chi tiết | - Khochalern 14' |

| Đài Bắc Trung Hoa | 0–4      | Indonesia                                             |
| ----------------- | -------- | ----------------------------------------------------- |
|                   | Chi tiết | - Lilipaly 67', 76' - Gonçalves 71' - Hargianto 90+3' |

| Hồng Kông                               | 4–0      | Đài Bắc Trung Hoa |
| --------------------------------------- | -------- | ----------------- |
| - Đàm Xuân Lạc 5', 37' - Tarrés 9', 41' | Chi tiết |                   |

| Indonesia   | 1–2      | Palestine                   |
| ----------- | -------- | --------------------------- |
| - Irfan 23' | Chi tiết | - Dabbagh 16' - Darwish 51' |

| Hồng Kông        | 1–1      | Palestine    |
| ---------------- | -------- | ------------ |
| - Lâm Gia Vỹ 57' | Chi tiết | - Yousef 17' |

| Lào | 0–3      | Indonesia                         |
| --- | -------- | --------------------------------- |
|     | Chi tiết | - Gonçalves 14', 47' - Fajrin 75' |

| Indonesia                                | 3–1      | Hồng Kông          |
| ---------------------------------------- | -------- | ------------------ |
| - Irfan 46' - Lilipaly 85' - Hanif 90+4' | Chi tiết | - Lưu Học Minh 39' |

| Đài Bắc Trung Hoa | 0–2      | Lào                                     |
| ----------------- | -------- | --------------------------------------- |
|                   | Chi tiết | Phommalivong 5' · Bounmalay 74' (ph.đ.) |

### Bảng B
| VT | Đội        | ST | T | H | B | BT | BB | HS  | Đ | Giành quyền tham dự                     |
| -- | ---------- | -- | - | - | - | -- | -- | --- | - | --------------------------------------- |
| 1  | Uzbekistan | 3  | 3 | 0 | 0 | 10 | 0  | +10 | 9 | Giành quyền vào vòng đấu loại trực tiếp |
| 2  | Bangladesh | 3  | 1 | 1 | 1 | 2  | 4  | −2  | 4 | Giành quyền vào vòng đấu loại trực tiếp |
| 3  | Thái Lan   | 3  | 0 | 2 | 1 | 2  | 3  | −1  | 2 |                                         |
| 4  | Qatar      | 3  | 0 | 1 | 2 | 1  | 8  | −7  | 1 |                                         |

| Uzbekistan                                   | 3–0      | Bangladesh |
| -------------------------------------------- | -------- | ---------- |
| - Urinboev 23' - Khamdamov 57' - Alibaev 66' | Chi tiết |            |

| Thái Lan         | 1–1      | Qatar        |
| ---------------- | -------- | ------------ |
| - Supachai 90+2' | Chi tiết | - Shehata 6' |

| Bangladesh  | 1–1      | Thái Lan       |
| ----------- | -------- | -------------- |
| - Sufil 52' | Chi tiết | - Supachai 80' |

| Qatar | 0–6      | Uzbekistan                                                                                    |
| ----- | -------- | --------------------------------------------------------------------------------------------- |
|       | Chi tiết | - Urinboev 37' - Alibaev 43' - Khamdamov 47' - Sidikov 49' - Masharipov 54' - Abdixolikov 74' |

| Bangladesh     | 1–0      | Qatar |
| -------------- | -------- | ----- |
| - Bhuyan 90+3' | Chi tiết |       |

| Thái Lan | 0–1      | Uzbekistan     |
| -------- | -------- | -------------- |
|          | Chi tiết | - Urinboev 17' |

### Bảng C
| VT | Đội        | ST | T | H | B | BT | BB | HS  | Đ | Giành quyền tham dự                     |
| -- | ---------- | -- | - | - | - | -- | -- | --- | - | --------------------------------------- |
| 1  | Trung Quốc | 3  | 3 | 0 | 0 | 11 | 1  | +10 | 9 | Giành quyền vào vòng đấu loại trực tiếp |
| 2  | Syria      | 3  | 2 | 0 | 1 | 6  | 5  | +1  | 6 | Giành quyền vào vòng đấu loại trực tiếp |
| 3  | UAE        | 3  | 1 | 0 | 2 | 5  | 4  | +1  | 3 | Giành quyền vào vòng đấu loại trực tiếp |
| 4  | Đông Timor | 3  | 0 | 0 | 3 | 3  | 15 | −12 | 0 |                                         |
| 5  | Iraq       | 0  | 0 | 0 | 0 | 0  | 0  | 0   | 0 | Rút lui                                 |

| Trung Quốc                                                                                                  | 6–0      | Đông Timor |
| --- | -------- | ---------- |
| - Trương Ngọc Ninh 4' - Trương Viên 20' - Cao Chuẩn Dực 27', 47' - Ngụy Thạch Hào 33' - Diêu Quân Thịnh 36' | Chi tiết |            |

| UAE | 0–1      | Syria         |
| --- | -------- | ------------- |
|     | Chi tiết | - Barakat 53' |

| Đông Timor | 1–4      | UAE                                             |
| ---------- | -------- | ----------------------------------------------- |
| - Gama 87' | Chi tiết | - Suroor 2' - Sultan 10' - Z. Al-Ameri 19', 61' |

| Syria | 0–3      | Trung Quốc                                                       |
| ----- | -------- | ---------------------------------------------------------------- |
|       | Chi tiết | - Ngụy Thạch Hào 40' - Trương Ngọc Ninh 45+2' - Trần Bân Bân 66' |

| Đông Timor              | 2–5      | Syria                                             |
| ----------------------- | -------- | ------------------------------------------------- |
| - Gama 15' - Garcia 85' | Chi tiết | - Hannan 33' - Shalha 42', 54', 90+1' - Koaeh 50' |

| UAE           | 1–2      | Trung Quốc                                 |
| ------------- | -------- | ------------------------------------------ |
| - Khalvan 32' | Chi tiết | - Ngụy Thạch Hào 38' - Diêu Quân Thịnh 71' |

### Bảng D
| VT | Đội      | ST | T | H | B | BT | BB | HS | Đ | Giành quyền tham dự                     |
| -- | -------- | -- | - | - | - | -- | -- | -- | - | --------------------------------------- |
| 1  | Việt Nam | 3  | 3 | 0 | 0 | 6  | 0  | +6 | 9 | Giành quyền vào vòng đấu loại trực tiếp |
| 2  | Nhật Bản | 3  | 2 | 0 | 1 | 5  | 1  | +4 | 6 | Giành quyền vào vòng đấu loại trực tiếp |
| 3  | Pakistan | 3  | 1 | 0 | 2 | 2  | 8  | −6 | 3 |                                         |
| 4  | Nepal    | 3  | 0 | 0 | 3 | 1  | 5  | −4 | 0 |                                         |

| Việt Nam                                                               | 3–0      | Pakistan |
| ---------------------------------------------------------------------- | -------- | -------- |
| - Nguyễn Quang Hải 21' - Nguyễn Văn Quyết 41' - Nguyễn Công Phượng 72' | Chi tiết |          |

| Nhật Bản    | 1–0      | Nepal |
| ----------- | -------- | ----- |
| - Mitoma 7' | Chi tiết |       |

| Pakistan | 0–4      | Nhật Bản                                  |
| -------- | -------- | ----------------------------------------- |
|          | Chi tiết | - Iwasaki 2', 35' - Hatate 9' - Maeda 10' |

| Nepal | 0–2      | Việt Nam                                |
| ----- | -------- | --------------------------------------- |
|       | Chi tiết | - Nguyễn Anh Đức 31' - Phan Văn Đức 63' |

| Pakistan                          | 2–1      | Nepal               |
| --------------------------------- | -------- | ------------------- |
| - Bilal 54' - Hussain 72' (ph.đ.) | Chi tiết | - Younas 12' (l.n.) |

| Nhật Bản | 0–1      | Việt Nam              |
| -------- | -------- | --------------------- |
|          | Chi tiết | - Nguyễn Quang Hải 3' |

### Bảng E
| VT | Đội        | ST | T | H | B | BT | BB | HS | Đ | Giành quyền tham dự                     |
| -- | ---------- | -- | - | - | - | -- | -- | -- | - | --------------------------------------- |
| 1  | Malaysia   | 3  | 2 | 0 | 1 | 7  | 5  | +2 | 6 | Giành quyền vào vòng đấu loại trực tiếp |
| 2  | Hàn Quốc   | 3  | 2 | 0 | 1 | 8  | 2  | +6 | 6 | Giành quyền vào vòng đấu loại trực tiếp |
| 3  | Bahrain    | 3  | 1 | 1 | 1 | 5  | 10 | −5 | 4 | Giành quyền vào vòng đấu loại trực tiếp |
| 4  | Kyrgyzstan | 3  | 0 | 1 | 2 | 3  | 6  | −3 | 1 |                                         |

1. 1 2  Kết quả đối đầu: Malaysia 2–1 Hàn Quốc.

| Kyrgyzstan       | 1–3      | Malaysia                                       |
| ---------------- | -------- | ---------------------------------------------- |
| - Batyrkanov 55' | Chi tiết | - Safawi 38' (ph.đ.) - Akhyar 60' - Syafiq 78' |

| Hàn Quốc                                                                             | 6–0      | Bahrain |
| ------------------------------------------------------------------------------------ | -------- | ------- |
| - Hwang Ui-jo 17', 36', 43' - Kim Jin-ya 23' - Na Sang-ho 41' - Hwang Hee-chan 90+3' | Chi tiết |         |

| Bahrain                     | 2–2      | Kyrgyzstan                           |
| --------------------------- | -------- | ------------------------------------ |
| - Marhoon 20' - Sanad 90+4' | Chi tiết | - Abdurakhmanov 59' - Batyrkanov 82' |

| Malaysia           | 2–1      | Hàn Quốc          |
| ------------------ | -------- | ----------------- |
| - Safawi 5', 45+1' | Chi tiết | - Hwang Ui-jo 87' |

| Hàn Quốc          | 1–0      | Kyrgyzstan |
| ----------------- | -------- | ---------- |
| Son Heung-min 63' | Chi tiết |            |

| Malaysia                          | 2–3      | Bahrain                             |
| --------------------------------- | -------- | ----------------------------------- |
| Syahmi 20' · Safawi 90+3' (ph.đ.) | Chi tiết | Al-Hardan 33', 89' · Al-Shamsan 37' |

### Bảng F
| VT | Đội               | ST | T | H | B | BT | BB | HS | Đ | Giành quyền tham dự                     |
| -- | ----------------- | -- | - | - | - | -- | -- | -- | - | --------------------------------------- |
| 1  | Iran              | 3  | 1 | 1 | 1 | 3  | 2  | +1 | 4 | Giành quyền vào vòng đấu loại trực tiếp |
| 2  | CHDCND Triều Tiên | 3  | 1 | 1 | 1 | 4  | 4  | 0  | 4 | Giành quyền vào vòng đấu loại trực tiếp |
| 3  | Ả Rập Xê Út       | 3  | 1 | 1 | 1 | 3  | 3  | 0  | 4 | Giành quyền vào vòng đấu loại trực tiếp |
| 4  | Myanmar           | 3  | 1 | 1 | 1 | 3  | 4  | −1 | 4 |                                         |

| Ả Rập Xê Út | 0–0      | Iran |
| ----------- | -------- | ---- |
|             | Chi tiết |      |

| CHDCND Triều Tiên | 1–1      | Myanmar              |
| ----------------- | -------- | -------------------- |
| Jang Kuk-chol 60' | Chi tiết | Maung Maung Lwin 44' |

| Iran                                               | 3–0      | CHDCND Triều Tiên |
| -------------------------------------------------- | -------- | ----------------- |
| - Roostaei 27' - Ghaedi 68' - Aghasi 90+3' (ph.đ.) | Chi tiết |                   |

| Myanmar | 0–3      | Ả Rập Xê Út                                       |
| ------- | -------- | ------------------------------------------------- |
|         | Chi tiết | - Gharib 15' (ph.đ.), 59' (ph.đ.) - Al-Banaqi 89' |

| Iran | 0–2      | Myanmar                                 |
| ---- | -------- | --------------------------------------- |
|      | Chi tiết | - Lwin Moe Aung 56' - Htet Phyo Wai 68' |

| CHDCND Triều Tiên                       | 3–0      | Ả Rập Xê Út |
| --------------------------------------- | -------- | ----------- |
| - Kim Yong-il 2' - Kim Yu-song 25', 51' | Chi tiết |             |

### Xếp hạng các đội xếp thứ ba bảng đấu
Bốn đội xếp thứ ba có thành tích tốt nhất lọt vào vòng 16 đội. Do số lượng đội khác nhau ở các bảng nên kết quả đối đầu với đội xếp thứ năm của bảng A sẽ không được tính đến khi xét thứ hạng này.
| VT | Bg | Đội         | ST | T | H | B | BT | BB | HS | Đ | Giành quyền tham dự                     |
| -- | -- | ----------- | -- | - | - | - | -- | -- | -- | - | --------------------------------------- |
| 1  | A  | Hồng Kông   | 3  | 1 | 1 | 1 | 5  | 5  | 0  | 4 | Giành quyền vào vòng đấu loại trực tiếp |
| 2  | F  | Ả Rập Xê Út | 3  | 1 | 1 | 1 | 3  | 3  | 0  | 4 | Giành quyền vào vòng đấu loại trực tiếp |
| 3  | E  | Bahrain     | 3  | 1 | 1 | 1 | 5  | 10 | −5 | 4 | Giành quyền vào vòng đấu loại trực tiếp |
| 4  | C  | UAE         | 3  | 1 | 0 | 2 | 5  | 4  | +1 | 3 | Giành quyền vào vòng đấu loại trực tiếp |
| 5  | D  | Pakistan    | 3  | 1 | 0 | 2 | 2  | 8  | −6 | 3 |                                         |
| 6  | B  | Thái Lan    | 3  | 0 | 2 | 1 | 2  | 3  | −1 | 2 |                                         |

## Vòng đấu loại trực tiếp
Trong vòng đấu loại trực tiếp, hiệp phụ và loạt sút luân lưu được sử dụng để quyết định đội thắng nếu cần thiết. Riêng trận tranh hạng ba không có hiệp phụ, hai đội sẽ vào thẳng loạt sút luân lưu nếu kết quả hòa sau 90 phút.
| Các đội xếp thứ ba vượt qua vòng bảng từ các bảng | Các đội xếp thứ ba vượt qua vòng bảng từ các bảng | Các đội xếp thứ ba vượt qua vòng bảng từ các bảng | Các đội xếp thứ ba vượt qua vòng bảng từ các bảng | Các đội xếp thứ ba vượt qua vòng bảng từ các bảng | Các đội xếp thứ ba vượt qua vòng bảng từ các bảng | 1A v | 1B v | 1C v | 1D v |
| ------------------------------------------------- | ------------------------------------------------- | ------------------------------------------------- | ------------------------------------------------- | ------------------------------------------------- | ------------------------------------------------- | ---- | ---- | ---- | ---- |
| A                                                 | B                                                 | C                                                 | D                                                 |                                                   |                                                   | 3C   | 3D   | 3A   | 3B   |
| A                                                 | B                                                 | C                                                 |                                                   | E                                                 |                                                   | 3C   | 3A   | 3B   | 3E   |
| A                                                 | B                                                 | C                                                 |                                                   |                                                   | F                                                 | 3C   | 3A   | 3B   | 3F   |
| A                                                 | B                                                 |                                                   | D                                                 | E                                                 |                                                   | 3D   | 3A   | 3B   | 3E   |
| A                                                 | B                                                 |                                                   | D                                                 |                                                   | F                                                 | 3D   | 3A   | 3B   | 3F   |
| A                                                 | B                                                 |                                                   |                                                   | E                                                 | F                                                 | 3E   | 3A   | 3B   | 3F   |
| A                                                 |                                                   | C                                                 | D                                                 | E                                                 |                                                   | 3C   | 3D   | 3A   | 3E   |
| A                                                 |                                                   | C                                                 | D                                                 |                                                   | F                                                 | 3C   | 3D   | 3A   | 3F   |
| A                                                 |                                                   | C                                                 |                                                   | E                                                 | F                                                 | 3C   | 3A   | 3F   | 3E   |
| A                                                 |                                                   |                                                   | D                                                 | E                                                 | F                                                 | 3D   | 3A   | 3F   | 3E   |
|                                                   | B                                                 | C                                                 | D                                                 | E                                                 |                                                   | 3C   | 3D   | 3B   | 3E   |
|                                                   | B                                                 | C                                                 | D                                                 |                                                   | F                                                 | 3C   | 3D   | 3B   | 3F   |
|                                                   | B                                                 | C                                                 |                                                   | E                                                 | F                                                 | 3E   | 3C   | 3B   | 3F   |
|                                                   | B                                                 |                                                   | D                                                 | E                                                 | F                                                 | 3E   | 3D   | 3B   | 3F   |
|                                                   |                                                   | C                                                 | D                                                 | E                                                 | F                                                 | 3C   | 3D   | 3F   | 3E   |

### Sơ đồ
|  | Vòng 16 đội           | Vòng 16 đội           |                       |       | Tứ kết                 | Tứ kết                 |                      |                      | Bán kết | Bán kết |  |  | Chung kết | Chung kết |
|  |                       |                       |                       |       |                        |                        |                      |                      |         |         |  |  |           |           |
|  | 23 tháng 8 – Bekasi   |                       |                       |       |                        |                        |                      |                      |         |         |  |  |           |           |
|  |                       |                       |                       |       |                        |                        |                      |                      |         |         |  |  |           |           |
|  | Palestine             | 0                     |                       |       |                        |                        |                      |                      |         |         |  |  |           |           |
|  | Palestine             | 0                     | 27 tháng 8 – Bekasi   |       |                        |                        |                      |                      |         |         |  |  |           |           |
|  | Syria                 | 1                     |                       |       |                        |                        |                      |                      |         |         |  |  |           |           |
|  | Syria                 | 1                     | Syria                 | 0     |                        |                        |                      |                      |         |         |  |  |           |           |
|  | 23 tháng 8 – Bekasi   |                       | Syria                 | 0     |                        |                        |                      |                      |         |         |  |  |           |           |
|  |                       | Việt Nam (s.h.p.)     | 1                     |       |                        |                        |                      |                      |         |         |  |  |           |           |
|  | Việt Nam              | Việt Nam (s.h.p.)     | 1                     | 1     |                        |                        |                      |                      |         |         |  |  |           |           |
|  | Việt Nam              |                       | 29 tháng 8 – Cibinong | 1     |                        |                        |                      |                      |         |         |  |  |           |           |
|  | Bahrain               | 0                     |                       |       |                        |                        |                      |                      |         |         |  |  |           |           |
|  | Bahrain               | 0                     | Việt Nam              | 1     |                        |                        |                      |                      |         |         |  |  |           |           |
|  | 23 tháng 8 – Cikarang |                       | Việt Nam              | 1     |                        |                        |                      |                      |         |         |  |  |           |           |
|  |                       | Hàn Quốc              | 3                     |       |                        |                        |                      |                      |         |         |  |  |           |           |
|  | Uzbekistan            | Hàn Quốc              | 3                     | 3     |                        |                        |                      |                      |         |         |  |  |           |           |
|  | Uzbekistan            | 27 tháng 8 – Bekasi   |                       | 3     |                        |                        |                      |                      |         |         |  |  |           |           |
|  | Hồng Kông             | 0                     |                       |       |                        |                        |                      |                      |         |         |  |  |           |           |
|  | Hồng Kông             | 0                     | Uzbekistan            | 3     |                        |                        |                      |                      |         |         |  |  |           |           |
|  | 23 tháng 8 – Cikarang |                       | Uzbekistan            | 3     |                        |                        |                      |                      |         |         |  |  |           |           |
|  |                       | Hàn Quốc (s.h.p.)     | 4                     |       |                        |                        |                      |                      |         |         |  |  |           |           |
|  | Iran                  | Hàn Quốc (s.h.p.)     | 4                     | 0     |                        |                        |                      |                      |         |         |  |  |           |           |
|  | Iran                  |                       | 1 tháng 9 – Cibinong  | 0     |                        |                        |                      |                      |         |         |  |  |           |           |
|  | Hàn Quốc              | 2                     |                       |       |                        |                        |                      |                      |         |         |  |  |           |           |
|  | Hàn Quốc              | 2                     | Hàn Quốc (s.h.p.)     | 2     |                        |                        |                      |                      |         |         |  |  |           |           |
|  | 24 tháng 8 – Bekasi   |                       | Hàn Quốc (s.h.p.)     | 2     |                        |                        |                      |                      |         |         |  |  |           |           |
|  |                       | Nhật Bản              | 1                     |       |                        |                        |                      |                      |         |         |  |  |           |           |
|  | Trung Quốc            | Nhật Bản              | 1                     | 3     |                        |                        |                      |                      |         |         |  |  |           |           |
|  | Trung Quốc            | 27 tháng 8 – Cibinong |                       | 3     |                        |                        |                      |                      |         |         |  |  |           |           |
|  | Ả Rập Xê Út           | 4                     |                       |       |                        |                        |                      |                      |         |         |  |  |           |           |
|  | Ả Rập Xê Út           | 4                     | Ả Rập Xê Út           | 1     |                        |                        |                      |                      |         |         |  |  |           |           |
|  | 24 tháng 8 – Bekasi   |                       | Ả Rập Xê Út           | 1     |                        |                        |                      |                      |         |         |  |  |           |           |
|  |                       | Nhật Bản              | 2                     |       |                        |                        |                      |                      |         |         |  |  |           |           |
|  | Malaysia              | Nhật Bản              | 2                     | 0     |                        |                        |                      |                      |         |         |  |  |           |           |
|  | Malaysia              |                       | 29 tháng 8 – Cibinong | 0     |                        |                        |                      |                      |         |         |  |  |           |           |
|  | Nhật Bản              | 1                     |                       |       |                        |                        |                      |                      |         |         |  |  |           |           |
|  | Nhật Bản              | 1                     | Nhật Bản              | 1     |                        |                        |                      |                      |         |         |  |  |           |           |
|  | 24 tháng 8 – Cikarang |                       | Nhật Bản              | 1     |                        |                        |                      |                      |         |         |  |  |           |           |
|  |                       | UAE                   | 0                     |       | Play-off tranh hạng ba | Play-off tranh hạng ba |                      |                      |         |         |  |  |           |           |
|  | Indonesia             | UAE                   | 0                     | 2 (3) | Play-off tranh hạng ba | Play-off tranh hạng ba |                      |                      |         |         |  |  |           |           |
|  | Indonesia             | 27 tháng 8 – Cibinong | 27 tháng 8 – Cibinong | 2 (3) |                        |                        | 1 tháng 9 – Cibinong | 1 tháng 9 – Cibinong |         |         |  |  |           |           |
|  | UAE (p)               | 27 tháng 8 – Cibinong | 27 tháng 8 – Cibinong | 2 (4) |                        |                        | 1 tháng 9 – Cibinong | 1 tháng 9 – Cibinong |         |         |  |  |           |           |
|  | UAE (p)               | UAE (p)               | 1 (5)                 | 2 (4) | Việt Nam               | 1 (3)                  |                      |                      |         |         |  |  |           |           |
|  | 24 tháng 8 – Cikarang | UAE (p)               | 1 (5)                 |       | Việt Nam               | 1 (3)                  |                      |                      |         |         |  |  |           |           |
|  |                       | CHDCND Triều Tiên     | 1 (3)                 |       | UAE (p)                | 1 (4)                  |                      |                      |         |         |  |  |           |           |
|  | Bangladesh            | CHDCND Triều Tiên     | 1 (3)                 | 1     | UAE (p)                | 1 (4)                  |                      |                      |         |         |  |  |           |           |
|  | Bangladesh            |                       |                       | 1     |                        |                        |                      |                      |         |         |  |  |           |           |
|  | CHDCND Triều Tiên     | 3                     |                       |       |                        |                        |                      |                      |         |         |  |  |           |           |
|  | CHDCND Triều Tiên     | 3                     |                       |       |                        |                        |                      |                      |         |         |  |  |           |           |

Những trận đấu được phân định thắng thua sau hiệp phụ được chú thích (h.p.), loạt sút luân lưu được chú thích (p).

### Vòng 16 đội
| Palestine | 0–1      | Syria        |
| --------- | -------- | ------------ |
|           | Chi tiết | - Ashkar 73' |

| Uzbekistan                                 | 3–0      | Hồng Kông |
| ------------------------------------------ | -------- | --------- |
| - Alibaev 29' - Sidikov 60' - Urinboev 65' | Chi tiết |           |

| Iran | 0–2      | Hàn Quốc                              |
| ---- | -------- | ------------------------------------- |
|      | Chi tiết | - Hwang Ui-jo 40' - Lee Seung-woo 55' |

| Việt Nam                 | 1–0      | Bahrain |
| ------------------------ | -------- | ------- |
| - Nguyễn Công Phượng 88' | Chi tiết |         |

| Trung Quốc                                                         | 3–4      | Ả Rập Xê Út                             |
| ------------------------------------------------------------------ | -------- | --------------------------------------- |
| - Diêu Quân Thịnh 80' - Hoàng Tử Trường 88' - Ngụy Thạch Hào 90+5' | Chi tiết | - Camara 16', 33', 60' - Al-Selouli 29' |

| Indonesia                                              | 2–2 (s.h.p.) | UAE                                                   |
| ------------------------------------------------------ | ------------ | ----------------------------------------------------- |
| - Gonçalves 52' - Lilipaly 90+5'                       | Chi tiết     | - Z. Al-Ameri 20' (ph.đ.), 65' (ph.đ.)                |
| Loạt sút luân lưu                                      |              |                                                       |
| - Lilipaly - Septian - Gonçalves - Ramdani - Hargianto | 3–4          | - Al-Hashmi - Z. Al-Ameri - Ibrahim - Al-Alawi - Omar |

| Bangladesh    | 1–3      | CHDCND Triều Tiên                                                 |
| ------------- | -------- | ----------------------------------------------------------------- |
| - Uddin 90+1' | Chi tiết | - Kim Yu-song 14' (ph.đ.) - Han Yong-thae 38' - Kang Kuk-chol 68' |

| Malaysia | 0–1      | Nhật Bản           |
| -------- | -------- | ------------------ |
|          | Chi tiết | - Ueda 90' (ph.đ.) |

### Tứ kết
| Uzbekistan                          | 3–4 (s.h.p.) | Hàn Quốc                                                 |
| ----------------------------------- | ------------ | -------------------------------------------------------- |
| - Masharipov 17' - Alibaev 53', 55' | Chi tiết     | - Hwang Ui-jo 4', 34', 75' - Hwang Hee-chan 118' (ph.đ.) |

| Ả Rập Xê Út          | 1–2      | Nhật Bản           |
| -------------------- | -------- | ------------------ |
| - Tatsuta 39' (l.n.) | Chi tiết | - Iwasaki 31', 73' |

| UAE                                                  | 1–1 (s.h.p.) | CHDCND Triều Tiên                                         |
| ---------------------------------------------------- | ------------ | --------------------------------------------------------- |
| - Al-Yahyaee 67'                                     | Chi tiết     | - Kim Yu-song 63'                                         |
| Loạt sút luân lưu                                    |              |                                                           |
| - Al-Attas - Z. Al-Ameri - Ibrahim - Omar - Mohammed | 5–3          | - Kim Yu-song - Jang Kuk-chol - Ri Un-chol - So Jong-hyok |

| Syria | 0–1 (s.h.p.) | Việt Nam               |
| ----- | ------------ | ---------------------- |
|       | Chi tiết     | - Nguyễn Văn Toàn 108' |

### Bán kết
| Việt Nam              | 1–3      | Hàn Quốc                                  |
| --------------------- | -------- | ----------------------------------------- |
| - Trần Minh Vương 70' | Chi tiết | - Lee Seung-woo 7', 55' - Hwang Ui-jo 28' |

| Nhật Bản   | 1–0      | UAE |
| ---------- | -------- | --- |
| - Ueda 78' | Chi tiết |     |

### Tranh huy chương đồng
| Việt Nam                                                                          | 1–1      | UAE                                         |
| --------------------------------------------------------------------------------- | -------- | ------------------------------------------- |
| - Nguyễn Văn Quyết 27'                                                            | Chi tiết | - Al-Attas 17'                              |
| Loạt sút luân lưu                                                                 |          |                                             |
| - Vũ Văn Thanh - Nguyễn Quang Hải - Hà Đức Chinh - Phan Văn Đức - Trần Minh Vương | 3–4      | - Al-Attas - Z. Al-Ameri - Ibrahim - Suroor |

### Tranh huy chương vàng
| Hàn Quốc                                  | 2–1 (s.h.p.) | Nhật Bản    |
| ----------------------------------------- | ------------ | ----------- |
| - Lee Seung-woo 93' - Hwang Hee-chan 101' | Chi tiết     | - Ueda 115' |

## Cầu thủ ghi bàn
Đã có 165 bàn thắng ghi được trong 56 trận đấu, trung bình 2.95 bàn thắng mỗi trận đấu.
9 bàn thắng
- Hwang Ui-jo (KOR)

5 bàn thắng
- Ikromjon Alibaev (UZB)

4 bàn thắng
- Ngụy Thạch Hào (CHN)
- Alberto Gonçalves (INA)
- Stefano Lilipaly (INA)
- Iwasaki Yuto (JPN)
- Lee Seung-woo (KOR)
- Safawi Rasid (MAS)
- Kim Yu-song (PRK)
- Zaid Al-Ameri (UAE)
- Zabikhillo Urinboev (UZB)

3 bàn thắng
- Diêu Quân Thịnh (CHN)
- Đàm Xuân Lạc (HKG)
- Ueda Ayase (JPN)
- Hwang Hee-chan (KOR)
- Haroune Camara (KSA)
- Abdulhadi Shalha (SYR)

2 bàn thắng
- Mohammed Al-Hardan (BHR)
- Cao Chuẩn Dực (CHN)
- Trương Ngọc Ninh (CHN)
- Jordi Tarrés (HKG)
- Irfan Jaya (INA)
- Ernist Batyrkanov (KGZ)
- Abdulrahman Gharib (KSA)
- Supachai Jaided (THA)
- Rufino Gama (TLS)
- Dostonbek Khamdamov (UZB)
- Javokhir Sidikov (UZB)
- Jaloliddin Masharipov (UZB)
- Nguyễn Công Phượng (VIE)
- Nguyễn Quang Hải (VIE)
- Nguyễn Văn Quyết (VIE)

1 bàn thắng
- Jamal Bhuyan (BAN)
- Mahbubur Rahman Sufil (BAN)
- Saad Uddin (BAN)
- Hamad Al-Shamsan (BHR)
- Mohamed Jasim Marhoon (BHR)
- Ahmed Saleh Sanad (BHR)
- Trần Bân Bân (CHN)
- Hoàng Tử Trường (CHN)
- Trương Viên (CHN)
- Thành Tân Long (HKG)
- Lưu Học Minh (HKG)
- Lâm Gia Vỹ (HKG)
- Ricky Fajrin (INA)
- Muhammad Hargianto (INA)
- Hanif Sjahbandi (INA)
- Aref Aghasi (IRI)
- Mehdi Ghaedi (IRI)
- Amir Roostaei (IRI)
- Odiljon Abdurakhmanov (KGZ)
- Mutib Al-Banaqi (KSA)
- Saad Al-Selouli (KSA)
- Hatate Reo (JPN)
- Maeda Daizen (JPN)
- Mitoma Kaoru (JPN)
- Chansamone Phommalivong (LAO)
- Phoutthasay Khochalern (LAO)
- Phithack Kongmathilath (LAO)
- Tiny Bounmalay (LAO)
- Akhyar Rashid (MAS)
- Syafiq Ahmad (MAS)
- Syahmi Safari (MAS)
- Htet Phyo Wai (MYA)
- Lwin Moe Aung (MYA)
- Maung Maung Lwin (MYA)
- Muhammad Bilal (PAK)
- Saddam Hussain (PAK)
- Abdelatif Bahdari (PLE)
- Mahmoud Yousef (PLE)
- Mohamed Darwish (PLE)
- Oday Dabbagh (PLE)
- Shehab Qumbor (PLE)
- Han Yong-thae (PRK)
- Jang Kuk-chol (PRK)
- Kang Kuk-chol (PRK)
- Kim Yong-il (PRK)
- Hazem Shehata (QAT)
- Kim Jin-ya (KOR)
- Na Sang-ho (KOR)
- Son Heung-min (KOR)
- Abd Al Rahman Barakat (SYR)
- Ahmed Ashkar (SYR)
- Kamel Koaeh (SYR)
- Zakria Hannan (SYR)
- Silveiro Garcia (TLS)
- Ahmed Al-Attas (UAE)
- Ali Al-Yahyaee (UAE)
- Mohammed Khalvan (UAE)
- Shahin Suroor (UAE)
- Salem Sultan (UAE)
- Bobir Abdixolikov (UZB)
- Nguyễn Anh Đức (VIE)
- Nguyễn Văn Toàn (VIE)
- Phan Văn Đức (VIE)
- Trần Minh Vương (VIE)

1 bàn phản lưới nhà
- Tatsuta Yugo (JPN) (trong trận gặp Ả Rập Xê Út)
- Lathasay Lounlasy (LAO) (trong trận gặp Hồng Kông)
- Shahbaz Younas (PAK) (trong trận gặp Nepal)

## Bảng xếp hạng các đội tuyển tham dự giải đấu
Bảng này xếp hạng các đội tuyển trong suốt giải đấu. Ngoại trừ bốn vị trí đầu tiên, thứ tự các vị trí tiếp theo được xác định bằng điểm số với các đội lọt vào cùng một giai đoạn của giải.
Theo quy ước thống kê trong bóng đá, các trận đấu được quyết định bởi loạt sút luân lưu được tính là trận hòa.
| Hạng                       | Đội tuyển         | St | T | H | B | BT | BB | HS  | Đ  |
| -------------------------- | ----------------- | -- | - | - | - | -- | -- | --- | -- |
| 1                          | Hàn Quốc          | 7  | 6 | 0 | 1 | 19 | 7  | +12 | 18 |
| 2                          | Nhật Bản          | 7  | 5 | 0 | 2 | 10 | 4  | +6  | 15 |
| 3                          | UAE               | 7  | 1 | 3 | 3 | 9  | 9  | 0   | 6  |
| 4                          | Việt Nam          | 7  | 5 | 1 | 1 | 10 | 4  | +6  | 16 |
| Bị loại ở vòng tứ kết      |                   |    |   |   |   |    |    |     |    |
| 5                          | Uzbekistan        | 5  | 4 | 0 | 1 | 16 | 4  | +12 | 12 |
| 6                          | Syria             | 5  | 3 | 0 | 2 | 7  | 6  | +1  | 9  |
| 7                          | CHDCND Triều Tiên | 5  | 2 | 2 | 1 | 8  | 6  | +2  | 8  |
| 8                          | Ả Rập Xê Út       | 5  | 2 | 1 | 2 | 8  | 8  | 0   | 7  |
| Bị loại ở vòng 16 đội      |                   |    |   |   |   |    |    |     |    |
| 9                          | Trung Quốc        | 4  | 3 | 0 | 1 | 14 | 5  | +9  | 9  |
| 10                         | Indonesia         | 5  | 3 | 1 | 1 | 13 | 5  | +8  | 10 |
| 11                         | Palestine         | 5  | 2 | 2 | 1 | 5  | 4  | +1  | 8  |
| 12                         | Malaysia          | 4  | 2 | 0 | 2 | 7  | 6  | +1  | 6  |
| 13                         | Iran              | 4  | 1 | 1 | 2 | 3  | 4  | –1  | 4  |
| 14                         | Hồng Kông         | 5  | 2 | 1 | 2 | 9  | 8  | +1  | 7  |
| 15                         | Bangladesh        | 4  | 1 | 1 | 2 | 3  | 7  | –4  | 4  |
| 16                         | Bahrain           | 4  | 1 | 1 | 2 | 5  | 11 | –6  | 4  |
| Vị trí thứ ba ở vòng bảng  |                   |    |   |   |   |    |    |     |    |
| 17                         | Pakistan          | 3  | 1 | 0 | 2 | 2  | 8  | −6  | 3  |
| 18                         | Thái Lan          | 3  | 0 | 2 | 1 | 2  | 3  | −1  | 2  |
| Vị trí thứ tư ở vòng bảng  |                   |    |   |   |   |    |    |     |    |
| 19                         | Myanmar           | 3  | 1 | 1 | 1 | 3  | 4  | −1  | 4  |
| 20                         | Kyrgyzstan        | 3  | 0 | 1 | 2 | 3  | 6  | −3  | 1  |
| 21                         | Qatar             | 3  | 0 | 1 | 2 | 1  | 8  | −7  | 1  |
| 22                         | Nepal             | 3  | 0 | 0 | 3 | 1  | 5  | −4  | 0  |
| 23                         | Lào               | 4  | 1 | 0 | 3 | 4  | 8  | −4  | 3  |
| 24                         | Đông Timor        | 3  | 0 | 0 | 3 | 3  | 15 | −12 | 0  |
| Vị trí thứ năm ở vòng bảng |                   |    |   |   |   |    |    |     |    |
| 25                         | Đài Bắc Trung Hoa | 4  | 0 | 1 | 3 | 0  | 10 | −10 | 1  |